# 瓊斯米爾 (阿肯色州)
瓊斯米爾（英語：Jones Mill）是位於美國阿肯色州溫泉縣的一個非建制地區。該地的面積和人口皆未知。

## 地理
瓊斯米爾的座標為34°26′15″N 92°53′16″W / 34.43750°N 92.88778°W，而該地的平均海拔高度為95米（即312英尺）。